# 소우릎
소우릎(본명: 서현석 1994년 11월 16일 ~ )은 대한민국의 전직 리그 오브 레전드 프로게이머로 선수 시절 포지션은 탑 라이너였다. 현역 시절 아이디는 Soul이었다. 현재 소우릎이란 이름으로 트위치 스트리머로 활동중이다. 

## 선수 경력
2015년 1월, 프라임에 입단하면서 프로 커리어를 시작했다. 2015시즌 동안에서는 좋지 못한 모습을 보여주었다.
2016 스프링 시즌에서는 소아르와 주전 경쟁을 하게 되었다. 스프링 시즌 이후 팀은 챌린저스로 강등되었지만 팀에 잔류했다. 서머 시즌 팀의 주전 탑 라이너로 활동했다. 
2017시즌을 앞두고 CJ 엔투스에 입단했다. 스프링 시즌 팀의 주전 탑 라이너로 활동하면서 팀의 포스트시즌 진출에 기여했다. 하지만 결승전에서는 패배하면서 준우승에 머물렀다. 서머 시즌에서는 좋지 못한 모습을 보여주었다.
2017시즌을 마친 후 현역 은퇴를 선언했다.

## 은퇴 후
은퇴 후 트위치에서 개인방송을 시작했다.
트위치 스트리머의 리그 오브 레전드 대회인 자낳대에 출전하였으며 제2회 대회에서는 MVP를 차지했다.

## 소속팀
| # | 팀명      | 소속 기간             | 소속 리그 | 비고 |
| - | --------- | --------------------- | --------- | ---- |
| 1 | 프라임    | 2015.01~2016.09.02    | LCK CK    |      |
| 2 | CJ 엔투스 | 2016.12.12~2017.11.13 | CK        |      |

## 수상 내역
- 리그 오브 레전드 챌린저스 코리아 서머 2016 준우승
- 리그 오브 레전드 챌린저스 코리아 스프링 2017 준우승
- 리그 오브 레전드 챌린저스 코리아 서머 2017 우승